# 六本木キム教授
六本木キム教授（ろっぽんぎきむきょうじゅ）は、大韓民国のYouTuber。

## 人物
韓国ソウル出身。延世大学校卒業。